# Black Sabbath (пісня)
«Black Sabbath» (укр. Чорний шабаш або Чорна субота) — пісня британського хеві-метал гурту Black Sabbath з однойменного альбому.
Композиція є важким блюзом у повільному темпі. Її основу складає монотонний гітарний риф, побудований на музичному інтервалі «тритон», дисонансне звучання якого створює напружену та зловісну атмосферу. Також композиція наповнена іншими звуками, які покликані посилити антураж — вступом до пісні є звуки дощу, а по ходу розгортання композиції регулярно повторюються удари в дзвін. Текст пісні не передає якийсь певний сюжет, але розповідає про зустріч із Сатаною.
Пісня відкриває перший альбом Black Sabbath та, за словами учасників гурту, стала відправною точкою, де вони відступили від традиційного блюз-року, який в той час виконувала більшість колективів, та ступили на шлях формування власного характерного стилю. У той час учасники гурту описували свій стиль як «важкий блюз». Під час перших виконань наживо слухачі неоднозначно сприймали цю композицію.
Зараз більшість музичних критиків, фанів рок-музики та, власне, музикантів рок- та метал-гуртів визнають саме цю композицію як першу пісню у стилі хеві-метал.

## Створення та запис
У той час (в середині 1969 року) колектив мав назву «Earth», виконував блюз-рок (здебільшого, кавери), мав лише локальну популярність та ще не мав у своєму активі повноцінних студійних записів. Орендувавши нове приміщення в Естоні (район Бірмінгема), учасники розпочали серйозну роботу та написання власних композицій. Тоні Айомі так описує процес у своїй автобіографічній книзі:
|  | Ми не знали, що в нас щось було; ти відчуваєш таке, коли волосся на руках встає дибом, і це особливі відчуття. Ми поняття не мали, що це було, але нам це сподобалось. У мене народився риф для "Black Sabbath". Я грав "дум-дум-дуууммм". І це було воно! Від цього і вибудувалась пісня. Щойно я заграв перший риф, почалось: "О, Боже! Це круто. А що це? Не знаю!" Простенька річ, але у неї є свій настрій. Тільки потім я дізнався, що використав те, що називають "інтервалом Диявола", акорд настільки моторошний, що в Середньовіччя його відтворення було заборонено Церквою. Не знаю; це було просто те, що я відчував всередині. Майже так, ніби воно вирвалось із мене, якось так стаються подібні штуки. Потім кожен почав нанизувати по шматочку, і, врешті, вийшло дещо приголомшливе. |

Також, в цей час були створені інші композиції, які потім склали основу до першого альбому — «The Wizard», «Black Sabbath», «N.I.B.» та «Warning».
Одного дня група виступала в Манчестері, де представник клубу запросив їх відіграти, але після перших же композицій випровадив із клубу, бо публіка — люди в костюмах і бальних сукнях — не оцінили їх виступ. Виявилось, що існувала інша група з назвою «Earth», яка виконувала попмузику. Тоді музиканти вирішили змінити назву на щось унікальне, щоб їх не можна було з кимось зплутати і обрали варіант «Black Sabbath».
Після доволі численних невдач із пошуком лейблу, колектив все-таки знайшов студію та продюсера, який згодився працювати над записом альбому — Роджера Бейна. В жовтні 1969-го колектив вирушив до студії «Regent Sound» на Тоттенхем Коурт Роуд в Лондоні. До цього вони ніколи не працювали в студії і не мали поняття, як проходить цей процес, тому перший час, враховуючи також їх дещо новаторську музику, робота просувалась доволі проблематично.
Після запису звукозаписувальна компанія перекинула групу на лейбл «Vertigo Records», а на 13 лютого (п'ятниця) 1970-го року призначили вихід альбому.

## Вплив та визнання
Згідно з загальноприйнятою думкою поціновувачів рок-музики, композиція «Black Sabbath» заклала основи звучання хеві-металу. Одночасно, ця пісня вважається безпосереднім прототипом піджанру «дум-метал», адже, фактично, у ній повністю закладена основна концепція цього стилю — повільний темп, дисонанс, зловісна атмосфера та ін. Велика кількість метал-груп по сьогоднішній день виконують кавер-версії цієї пісні. Риф пісні «Black Sabbath» посів третє місце у списку 100 Killer Riffs That Shook the World журналу Kerrang!.